# Rattanin Leenutaphong
Rattanin Leenutaphong (Bangkok, 24 april 1990) is een Thais autocoureur.

## Carrière
Leenutaphong begon zijn autosportcarrière in 2015 in de Super Eco-klasse van de Thailand Super Series. In 2016 maakte hij de overstap naar de TCR Thailand Series. Voor het Yontrakit Racing Team kwam hij hier in de Am-klasse uit in een Seat León Cup Racer tijdens het raceweekend op het Bira International Circuit. Hij eindigde de races in dit weekend op respectievelijk de tweede en de eerste plaats, waardoor hij met 43 punten derde werd in de eindstand van zijn klasse.
In 2017 bleef Leenutaphong actief in de TCR Thailand Series, dat de naam had veranderd naar het TCR Thailand Touring Car Championship. Hij bleef rijden voor het team Yontrakit Racing in een Seat León. Tevens maakte hij dat jaar zijn debuut in de TCR International Series voor hetzelfde team in dezelfde auto tijdens zijn thuisrace op het Chang International Circuit. Hij eindigde de races dit weekend op een zeventiende en een negentiende plaats.